# Rasenschere

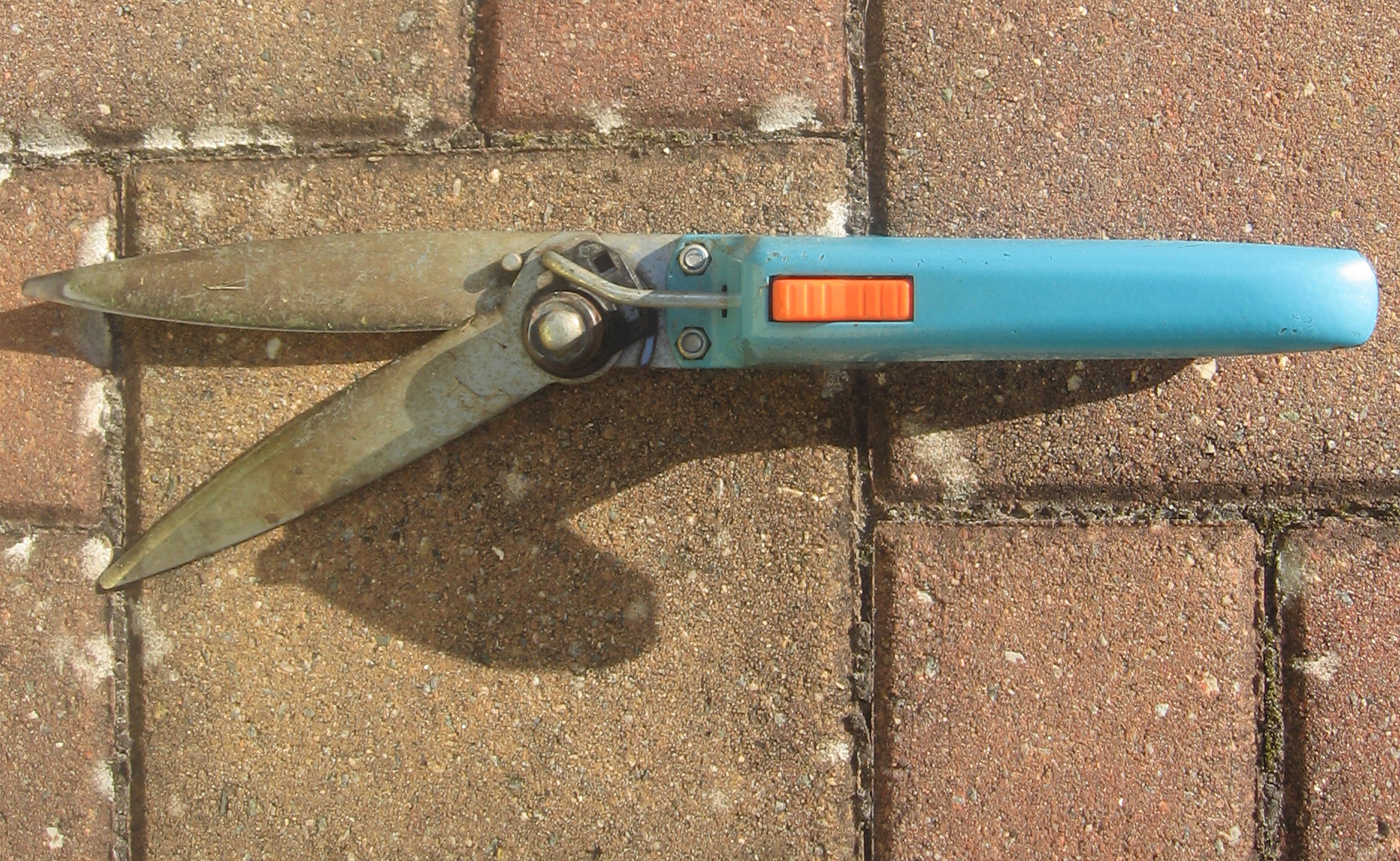
Rasenschere

Eine Rasenschere oder Grasschere ist ein Gartengerät zum Schneiden von Gras. Rasenscheren gibt es auch als elektrische Scheren mit Netz- oder Akku-Betrieb.
Rasenscheren sind nur für sehr kleine Grünflächen und Kanten von Flächen verwendbar. Oft kommen sie zum Einsatz, wenn ein Rasenmäher oder Kantenschneider wegen Platzmangels nicht verwendet werden kann oder sich deren Anschaffung aus Kostengründen nicht lohnt. Für höheres Gras kann anstellen einer Rasenschere auch eine Sichel  verwendet werden. Empfehlenswert ist die nachträgliche Entfernung des abgeschnittenen Grases um eine Fäulnis der feinen Bodengräser zu vermeiden.